# Франсіско Соса Вагнер
Франсіско Соса Вагнер (ісп. Francisco Sosa Wagner; нар. 10 червня 1946, Ель-Хосейма, Марокко) — іспанський правник і політик, депутат Європейського парламенту від партії «Союз, прогрес і демократія» з 2008 по 2014.

## Біографія
Він народився у іспано-німецькій сім'ї. Провів дитинство у Мелільї, де його батько працював лікарем. Після проголошення незалежності Марокко, родина переїхала до Валенсії. В університеті отримав ступінь бакалавра у галузі права в Університеті Валенсії, продовжив навчання Тюбінгені та Римі. Він почав свою кар'єру як помічник професора Едуардо Гарсія де Ентеррії і професора Рамон Мартін-Матео. У 1976 році він захистив докторську дисертацію в Університеті Ов'єдо.
Був членом комітету під головуванням Едуардо Гарсії де Ентеррії, який розробив модель автономних співтовариств Іспанії, він також працював Генеральним секретарем Міністерства державного управління (з 1982 по 1987 рік). Співпрацював з ІСРП під час прийняття закону «Про автономний статут Астурії».
У 80-х роках почав викладати на кафедрі адміністративного права в Університеті Леону. Брав участь у арбітражному суді, який розглядав справу Статуту автономної провінції Кастилії і Леону. Протягом довгого часу він відокремився від політики, але у 2007 році приєднався до ініціативи громадян Каталонії, підписавши маніфест на користь спільної мови. У 2008 році він був обраний до Міжнародної академії порівняльного права в Гаазі.
Він є автором численних публікацій у галузі правової історії.